# Lijst van rijksmonumenten in Beek (Berg en Dal)
De plaats Beek telt 17 inschrijvingen in het rijksmonumentenregister. Hieronder een overzicht.
| Object | Oorspronkelijke functie?  | Bouwjaar                             | Architect                                   | Locatie                | Coördinaten?                  | Nr.?   | Afbeelding                                               |
| --- | ------------------------- | ------------------------------------ | ------------------------------------------- | ---------------------- | ----------------------------- | ------ | -------------------------------------------------------- |
| Grote St.Bartholomeus | Kerk en kerkonderdeel     | 1825-1826                            | J. Kayser,                                  | Kerkberg 1             | 51° 49' 41" NB, 5° 55' 27" OL | 35784  | Meer afbeeldingen                                        |
| Gepleisterde boerderij waarvan het woonhuis een verdieping en rieten schilddak heeft. Stal onder hoog rieten wolfdak                                                                         | Boerderij                 | waarschijnlijk 18e eeuw              |                                             | Leuthsestraat 8        | 51° 50' 40" NB, 5° 56' 26" OL | 35805  | Meer afbeeldingen                                        |
| kleine Bartholomeüs | Kerk en kerkonderdeel     | 1286                                 |                                             | Nieuwe Holleweg 2      | 51° 49' 41" NB, 5° 55' 30" OL | 35806  | Meer afbeeldingen                                        |
| Toren van de kleine Bartholomeüs | Kerk en kerkonderdeel     | waarschijnlijk eerste helft 16e eeuw |                                             | Nieuwe Holleweg bij 2  | 51° 49' 41" NB, 5° 55' 30" OL | 35807  | Meer afbeeldingen                                        |
| Woonhuis met lage verdieping onder schilddak, achterhuis onder aflopend lessenaarsdak en serre met balkon aan de westzijde                                                                   | Woonhuis                  | eerste helft 19e eeuw                |                                             | Rijksstraatweg 81      | 51° 49' 59" NB, 5° 54' 52" OL | 35808  | Meer afbeeldingen                                        |
| Woonhuis bestaande uit een voorhuis onder mansardekap en achterhuis onder zadeldak | Woonhuis                  | midden 19e eeuw                      |                                             | Rijksstraatweg 95      | 51° 49' 56" NB, 5° 54' 59" OL | 35809  | Meer afbeeldingen                                        |
| Huis "Lindenhof" | Woonhuis                  | tweede kwart 19e eeuw                |                                             | Rijksstraatweg 177     | 51° 49' 44" NB, 5° 55' 29" OL | 35810  | Meer afbeeldingen                                        |
| Landhuis "Pietersberg" | Kasteel, buitenplaats     | midden 19e eeuw                      |                                             | Rijksstraatweg 98      | 51° 49' 50" NB, 5° 55' 9" OL  | 35811  | Meer afbeeldingen                                        |
| Villa "Westerbeek" | Woonhuis                  | 1868                                 |                                             | Rijksstraatweg 110     | 51° 49' 45" NB, 5° 55' 21" OL | 35812  | Meer afbeeldingen                                        |
| Gepleisterde boerderij op T-vormige plattegrond | Boerderij                 | 17e of 18e eeuw                      |                                             | Waterstraat 3          | 51° 49' 47" NB, 5° 55' 32" OL | 35814  | Meer afbeeldingen                                        |
| De kern van de R.K.begraafplaats op de Geest vanwege het gietijzeren kruis, het priestergraf en diverse met wapens gedekte platte zerken en monumenten van oude in Beek woonachtige families | Begraafplaats en -onderdl |                                      |                                             | Rijksstraatweg bij 110 | 51° 49' 44" NB, 5° 55' 19" OL | 35815  | Meer afbeeldingen                                        |
| Terrein waarin overblijfselen van bewoning | Archeologisch monument    | Romeinse tijd en Middeleeuwen        |                                             |                        | 51° 49' 38" NB, 5° 56' 26" OL | 46054  | Meer afbeeldingen                                        |
| Huis Wylerberg | Woonhuis                  | 1921-1924                            | Otto Bartning                               | Rijksstraatweg 178     | 51° 49' 24" NB, 5° 56' 12" OL | 46929  | Meer afbeeldingen                                        |
| Elektrisch onderstation | Nutsbedrijf               | 1912                                 | Gemeentelijke Electriciteitswerken Nijmegen | van Randwijckweg 2     | 51° 49' 40" NB, 5° 55' 37" OL | 522009 | Meer afbeeldingen                                        |
| Villa "Stern Eck" met toegangshekken | Woonhuis                  | 1899-1900                            |                                             | Rijksstraatweg 85      | 51° 49' 58" NB, 5° 54' 55" OL | 522014 | Villa "Stern Eck" met toegangshekken                     |
| Villa "Wilhelmina" met tuinhek | Woonhuis                  | 1881 (gevelsteen)                    |                                             | Rijksstraatweg 115     | 51° 49' 53" NB, 5° 55' 7" OL  | 522015 | Meer afbeeldingen                                        |
| Villa "Klein Hondsbeek" (oorspr. "Elsa") met toegangshek | Woonhuis                  | 1911                                 |                                             | Rijksstraatweg 117     | 51° 49' 52" NB, 5° 55' 9" OL  | 522016 | Villa "Klein Hondsbeek" (oorspr. "Elsa") met toegangshek |
| Douane-informatie bureau der ANWB | Straatmeubilair           | 1938                                 | Bert Schultheiss                            | Rijksstraatweg 128B    | 51° 49' 40" NB, 5° 55' 35" OL | 522017 | Meer afbeeldingen                                        |